# Svarta blocket

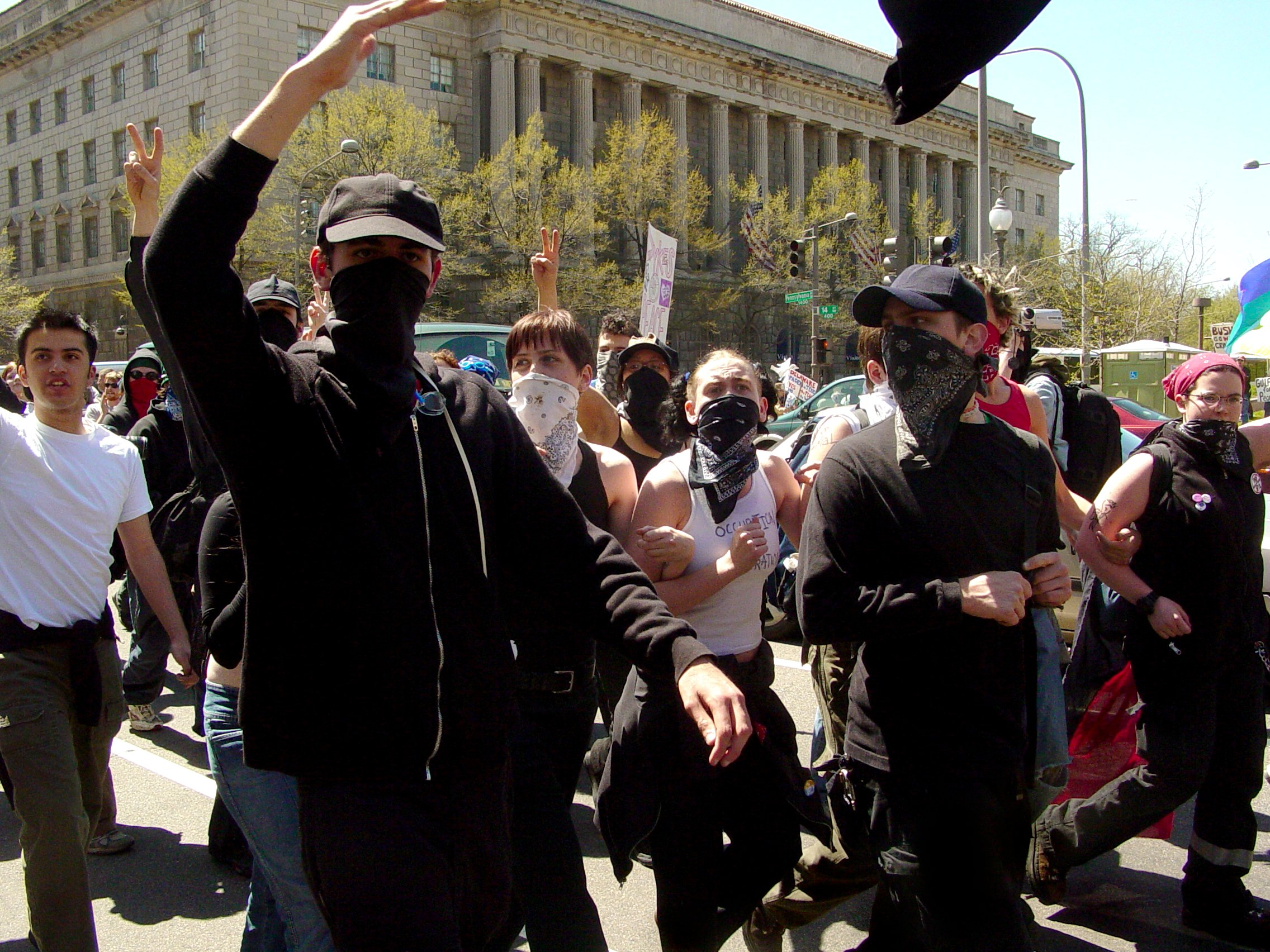
Del av svarta blocket under en antikrigsdemonstration i Washington D.C., 2003

Svarta blocket (engelska: black bloc) är en benämning på maskerade demonstranter och härstammar från att flera maskerade demonstrantsamlingar sedan 1980-talet har haft en relativt svart klädkod. Begreppet blev känt efter kravallerna i Seattle 1999 och ännu mer etablerat i Sverige efter Göteborgskravallerna 2001. Det har även använts av media för att beskriva anarkister.
Som begrepp är svarta blocket egentligen ganska diffust. Det avser inte några egentliga organisationer eller personer med specifik politisk tillhörighet, utan snarare en särskild demonstranttaktik där demonstranterna vill uppvisa politisk anonymitet och enighet genom att maskera och klä sig i samma färg, där svart både är en väl tillgänglig klädesfärg och står relativt fri från vänster–höger-skalan. Svart som politisk färg brukar istället symbolisera utomstående eller motstånd mot övermakt, stat eller lag etc, oavsett stånd (jämför sjöröveri, anarkism med mera).

## Brokdorf-demonstrationen
Det svarta blocket i Tyskland uppkom i samband med demonstrationerna mot byggnationen av kärnkraftreaktorn i Brokdorf 1980. Polisen gick då till attack mot de demonstranter som ockuperat Hafenstraße i Hamburg och Kreuzberg i Berlin. Demonstranterna hade där upprättat ett slags basläger med egna institutioner och kollektiv livsstil. Detta föregicks av polisattacken i juni 1980 mot de 5000 aktivister som "slagit läger" i Gorleben, Wendland, och de massarresteringar som Berlins stadsregering och andra myndigheter gjorde under den därpå följande vintern. Aktivisterna svarade då med att ockupera nya ställen, då de blev borttvingade från de gamla. 